# Клуб генералов Войска Польского
Клуб генералов и адмиралов Республики Польша (англ. Klub Generałów i Admirałów Rzeczypospolitej Polskiej), в 1996—2021 Клуб генералов Войска Польского (пол. Klub Generałów Wojska Polskiego) — польская общественная организация отставных высших чинов вооружённых сил ПНР. При создании включал бывших членов Военного совета национального спасения. Считается группой лоббирования силовых структур прежнего режима ПОРП. Располагает деловыми связями в Министерстве обороны и Генеральном штабе Третьей Речи Посполитой.

## Политический контекст создания
Объединение отставных генералов и адмиралов вооружённых сил ПНР было учреждено в 1996 году. Это был период «политического реванша пост-ПОРП»: большинство в сейме принадлежало СДЛС и его союзникам, правительство возглавлял бывший секретарь парткома ПОРП Влодзимеж Цимошевич, пост президента занимал бывший руководитель комсомола ПНР Александр Квасьневский. 23 октября 1996 посткоммунистическое большинство сейма приняло решение прекратить разбирательство о нарушениях закона при введении военного положения 13 декабря 1981.
В этих политических условиях создание организации бывших военачальников ПНР было сочтено своевременным. 27 ноября 1996 учреждён Клуб генералов Войска Польского (KGWP).

## Уставные задачи
Согласно Уставу, цели KGWP состоят в развитии патриотических традиций Вооружённых сил Польши, укреплении авторитета офицерского корпуса в обществе, взаимодействии отставных военных чинов с действующими военнослужащими, защите социальных интересов польских военных, в том числе членов Клуба. Основные методы работы — организация встреч, «разработка и популяризация предложений, направленных на укрепление обороны государства с учётом многолетнего жизненного опыта членов Клуба». При этом особо оговорено «поддержание связей и сотрудничества с Министерством национальной обороны и Генеральным штабом».
Члены KGWP дают экспертные оценки и рекомендации по развитию вооружённых сил, посещают воинские части, учебные заведения и оборонные предприятия. Они всячески культивируют изучение военной истории Польши, сохранение и возведение памятников — в том числе жертвам Катынского расстрела. Однако даже эта сторона деятельности KGWP вызывает неоднозначную реакцию, поскольку среди членов Клуба немало участников коммунистических репрессий.
Связи Минобороны с Клубом носили открытый характер. 18 сентября 2013 министр обороны Польши Томаш Семоняк публично встречался с председателем KGWP Романом Гармозой (при этом приводился такой довод, будто «свою карьеру генерал Гармоза сделал в основном после 1989 года»). Между Министерством и Клубом было подписано соглашение о сотрудничестве. На KGWP возлагались функции патриотического воспитания молодёжи, пропаганда воинской службы и исторических традиций Войска Польского.
Отдельно отмечалось проведение KGWP церемониальных и деловых встреч с генералом армии Войцехом Ярузельским — бывшим министром обороны ПНР, первым секретарём ЦК ПОРП, председателем Совета министром ПНР, председателем Госсовета ПНР, председателем Военного совета национального спасения. При этом сам генерал Ярузельский в KGWP не состоял.

## Организационная структура
Руководящими органами KGWP являются общее собрание членов, Совет и Ревизионная комиссия. Общее собрание созывается раз в три года и избирает Совет. В периоды между собраниями Клубом руководит Совет, избирающий председателя (президента), его заместителей, секретаря и казначея. Ревизионная комиссия представляет общему собранию финансовые отчёты. Финансовые средства KGWP формируются за счёт членских взносов и добровольных пожертвований.
Местные организации Клуба учреждаются пятью членами — генералами либо адмиралами запаса. По последней официальной информации, в 2020 в KGWP состояли около пятидесяти человек (более трети членов старше 80 лет). Но эти данные не учитывают значительного расширения состава Клуба за счёт неармейских генералов, происшедшего в 2020—2022 годах. С учётом пополнения численность может превышать двести человек.
Около ста человек имеют статус почётных членов KGWP.

## Руководители

### Председатели (президенты) Клуба
- Генерал брони (ВВС и ПВО) Роман Пашковский (1996—1998)
- Генерал дивизии (пограничные войска) Мечислав Дембицкий (1998—2001)
- Генерал дивизии (танковые войска) Мечислав Даховский (2001—2004)
- Генерал дивизии (артиллерия) Францишек Пухала (2004—2007)
- Генерал бригады (ВВС) Роман Гармоза (2007—2019)
- Генерал дивизии (механизированные войска, военная полиция) Ежи Словиньский (с 2019)

### Председатели Ревизионной комиссии
- Генерал дивизии (танковые войска) Здзислав Грачик (1996—1997)
- Генерал бригады (танковые войска) Ромуальд Крулак (1997—2001)
- Генерал бригады (сухопутные войска, политорганы) Владислав Юра (2001—2004)
- Генерал бригады (танковые войска) Казимеж Лесьняк (2004—2007)
- Генерал дивизии (мотострелковые войска) Аполониуш Голик (2007—2010)
- Генерал бригады (инженерные войска) Роман Пусяк (2010—2019)
- Генерал дивизии (механизированные войска) Ярослав Белецкий (с 2019)

### Почётное председательство (президентство)
Почётным председателем (президентом) Клуба с 2019 является Роман Гармоза.

## Известные члены
При создании KGWP в Клуб вступили несколько членов Военного совета национального спасения (WRON) — органа военного правления времён военного положения 1981—1983. Заместителем председателя Пашковского в 1996—1997 был генерал бригады (ВДВ, мотострелковые войска) Ежи Ярош — курировавший во WRON положение в Мазовецком воеводстве. До своей кончины в KGWP состояли генерал брони (танковые и мотострелковые войска) Эугениуш Мольчик, один из руководителей WRON; генерал дивизии (сухопутные войска) Тадеуш Гупаловский, куратор экономической политики WRON, министр администрации, экономики и охраны окружающей среды в правительстве Ярузельского; генерал дивизии (подготовка военных кадров) Зигмунт Зелиньский, организатор делопроизводства WRON; генерал брони (политорганы) Юзеф Барыла, возглавлявший систему военной пропаганды WRON; генерал брони (войска химической защиты) Збигнев Новак, курировавший во WRON техническую боеготовность войск. Генерал дивизии (танковые войска) Юзеф Ужицкий курировал во WRON ситуацию в Поморье и Быдгоще. С другой стороны, генерал дивизии (техническое обеспечение) Ежи Моджевский, в юности был бойцом Серых шеренг, Союза вооружённой борьбы и Армии Крайовой, участвовал в Варшавского восстании.
Среди основателей KGWP — генерал дивизии (военная контрразведка и внутренняя безопасность) Теодор Куфель, бывший офицер гражданской милиции и функционер Министерства общественной безопасности, участник политических репрессий 1940—1950-х годов и антисемитской кампании конца 1960-х. В военно-политическом руководстве ПНР Куфель считался «гарантом лояльности Кремлю».
После смерти Куфеля в 2016 самым влиятельным деятелем KGWP («серый кардинал») считается генерал Францишек Пухала, один из организаторов военного положения. Его ближайший сподвижник — генерал дивизии (военная разведка) Роман Мишталь, функционер военного положения. В репрессивном подавлении Солидарности участвовал и генерал Мечислав Даховский. Генерал бригады (военная юстиция) Юзеф Шевчик с середины 1970-х по середину 1980-х был главным военным прокурором и заместителем генерального прокурора ПНР. В период военного положения он требовал самых жёстких приговоров сопротивлявшимся активистам «Солидарности», особенно забастовщикам шахты Wujek. Генерал дивизии (политорганы) Ян Чапля заведовал идеологическим обеспечением репрессивных кампаний. Генерал дивизии (военная юстиция) Люциан Чубиньский юридически обосновывал применение оружия и спецсредств против рабочих протестов декабря 1970 и июня 1976, формулировал упрощённый порядок преследований при военном положении. Генерал бригады (военная юстиция) Мариан Рыба обвинялся Институтом национальной памяти в незаконных арестах по политическим обвинениям.
Членами Совета Клуба и заместителями председателей в разное время являлись крупные военные деятели ПНР: генерал брони (сухопутные войска) Збигнев Залевский, генерал дивизии (ПВО) Генрик Петрчак, генерал дивизии (разведка и контрразведка) Болеслав Изидорчик, генерал дивизии (мотострелковые войска) Збигнев Блехман, генерал бригады (инженерные войска) Генрик Мика, генерал бригады (танковые войска) Валериан Сова, генерал бригады (танковые войска) Пётр Пшилуцкий, генерал дивизии (сухопутные войска) Лешек Уландовский, генерал бригады (Корпус внутренней безопасности) Ян Сюхниньский, генерал бригады (мотострелковые войска, политорганы) Станислав Бродзиньский, генерал дивизии (артиллерия) Чеслав Чубрыт-Борковский, генерал дивизии (мотострелковые войска) Ян Святовец, генерал бригады (войска связи) Генрик Андрацкий, генерал бригады (военное хозяйство) Мариан Врублевский, генерал бригады (политорганы) Мечислав Михалик и ряд других.
Некоторые генералы ПНР — члены KGWP продолжали военную службу после смены общественно-политической системы, в Третьей Речи Посполитой. Генерал брони Генрик Шумский (в декабре 1981 командовал подавлением Щецинской забастовки) в 1997—2000 возглавлял генеральный штаб. Ежи Ярош в 1990—1992 командовал военной полицией Варшавы. Францишек Пухала после 1990 был заместителем начальника Генерального штаба, руководителем инспекционной группы Министерства обороны, играл ведущую роль в установлении сотрудничества с НАТО, разрабатывал программу Партнёрство во имя мира. Роман Мишталь в 1991—1994 командовал польскими подразделениями миротворческих сил ООН. Болеслав Изидорчик в 1992—1994 возглавлял Военную информационную службу. Ян Святовец получил звание генерала дивизии в 1993, от президента Леха Валенсы.
Генрик Андрацкий в 1994—1997 был членом Национального совета по телерадиовещанию (назначен президентом Валенсой). Генрик Мика состоял в руководстве партии Самооборона Республики Польша Анджея Леппера.

## Общественно-политическая позиция
В большинстве случаев KGWP оценивается как структура политического лоббирования консервативных посткоммунистических сил, связанных с генералитетом времён ПНР. Отмечаются деловые связи с видными фигурами бывшей номенклатуры ПОРП. Интересы KGWP в польской политике, а также в Европарламенте представлял, в частности, Януш Земке. В 1981—1986 Земке был секретарём быдгощского воеводского комитета ПОРП, активным противником «Солидарности», участником Быдгощской провокации, а в первой половине 2000-х — заместителем министра национальной обороны. Он активно отстаивает права членов KGWP на социальные льготы и высокое материальное обеспечение.
В то же время отмечается прозападная позиция KGWP в вопросах внешней и оборонной политики, чёткая ориентация на участие в НАТО и Евросоюзе. На этой основе возникло парадоксальное на первый взгляд взаимопонимание бывших коммунистических генералов с либеральной партией Гражданская платформа. С Гражданской платформой сотрудничает и Януш Земке — что вызывает возмущение ветеранов «Солидарности».
24 сентября 2013 президент Польши Бронислав Коморовский — представитель Гражданской платформы, бывший диссидент и активист «Солидарности», интернированный при военном положении — официально принял у себя группу членов KGWP, в том числе бывших членов WRON Збигнева Новака и Зигмунта Зелиньского. Это вызвало резкие протесты оппозиции, особенно правоконсервативной антикоммунистической партии Право и справедливость (ПиС), которая жёстко требовала от Минобороны прекратить всякое сотрудничество с KGWP.
На президентских выборах 2015 года KGWP официально поддерживал кандидатуру Бронислава Коморовского (особое впечатление произвело выступление за либерала Коморовского такого деятеля, как генерал Куфель). Это также было отмечено оппозицией и названо «поцелуем смерти». Бронислав Коморовский потерпел поражение, президентом был избран представитель ПиС Анджей Дуда.
Приход к власти ПиС резко изменил положение. В правых правительствах Беаты Шидло и Матеуша Моравецкого министрами национальной обороны стали Антоний Мацеревич и Мариуш Блащак. Министерство прекратило контакты с KGWP. Политические партии тоже воздерживаются от такого рода связей — за исключением Польской народной партии Владислава Косиняка Камыша и Польши 2050 Шимона Головни.
В ноябре 2018 KGWP принял активное участие в отмечании 100-летнего юбилея независимости Польши. Состоялась месса в полевом соборе Войска Польского, возложение венков к могиле Неизвестного Солдата на варшавской площади Маршала Пилсудского. 
Осенью 2020 года Клуб организовал обращение 210 генералов в связи с массовыми протестами против ужесточения законодательства об абортах. Авторы напомнили о временах, когда «на улицах польских городов случалось насилие и ненужные жертвы», призвали протестующих не провоцировать силы правопорядка, а полицейских — не заходить дальше служения закону. При этом обращение было выдержано с симпатией скорее к протестующим (с их левой позицией), нежели к властям (правой ПиС). Многие восприняли документ как вмешательство отставных силовиков в актуальный политический конфликт.
24 февраля 2022 Совет Клуба специальным заявлением резко осудил вторжение РФ на Украину, выразил полную поддержку украинскому народу и армии, обещал всемерную помощь Украине в рамках ЕС и НАТО.

## Реорганизация и переименование
На председательском (президентском) посту Ежи Словиньский провёл заметные преобразования. Он открыл возможность состоять в Клубе генералам «иных силовых структур», кроме Войска Польского — полиции, пограничной стражи, внутренней безопасности, государственной охраны, противопожарной службы, тюремно-конвойного ведомства. С 16 октября 2021 организация получила новое название: Клуб генералов и адмиралов Республики Польша (KGiARP).
Руководители KGiARP, особенно Роман Гармоза, настаивают, что в составе Клуба уже нет генералов военного положения, зато есть генералы, приведшие Польшу в НАТО. Политические оппоненты, особенно правого толка, не согласны с этим. Они указывают на присутствие в Клубе таких деятелей, как Францишек Пухала или Ежи Ярош. Кроме того, многие генералы, ответственные за репрессии в ПНР, в Третьей Речи Посполитой заняли прозападную позицию — таким образом, заявление Гармозы основано на несостоятельном противопоставлении.